# 加藤ゆずか
加藤 ゆずか（かとう ゆずか、1965年8月21日 - ）は、愛知県名古屋市出身のアナウンサー。身長153cm。
成城大学卒業。1989年に岩手放送（現：IBC岩手放送）に入社するが、1991年に退社して、フリーになる。
現在はワイエムオフィス所属。

## 主な出演番組
- ときめきワイド(IBC岩手放送)
- 爆発ワイドラジオ新鮮組(IBC岩手放送)
- モーニング東京
- ぜっぴんTV(テレビ東京)
- どうーなってるの?!(フジテレビ)
- 朝一番天気!あさ天(日本テレビ)
- ジパングあさ6(日本テレビ)
- 金曜テレビの星!(TBS)
- サッカートヨタカップ(ニッポン放送)